# Barbora Špotáková
Barbora Špotáková (Jablonec nad Nisou, 1981. június 30. –) olimpiai, világ- és Európa-bajnok cseh gerelyhajítónő.
Hetvenegy méter negyvenkét centiméteres dobásával aranyérmes lett a pekingi olimpiai játékokon.
2007-ben világbajnok lett, majd a 2009-es berlini világbajnokságon a német Steffi Nerius mögött végzett másodikként.
2008. szeptember 13-án, Stuttgartban hetvenkét méter huszonnyolc centiméterrel új női világrekordot állított fel a gerelyhajítás történelmében.
2012 novemberében bejelentette, hogy gyermeket vár és ezért 2013-ban kihagyja a versenyszezont.

## Egyéni legjobbjai
- Magasugrás - 1,78 méter
- Távolugrás - 5,60 méter
- Súlylökés - 14,53 méter
- Gerelyhajítás - 72,28 méter
- Hétpróba - 5873 pont
- Tízpróba - 6749 pont